# Músculos suboccipitales
Los músculos suboccipitales son un grupo de pequeños, pero cruciales, músculos ubicados en la base del cráneo y la parte superior de la columna cervical. Estos músculos desempeñan un papel significativo en la estabilización de la cabeza, la coordinación de los movimientos de la cabeza y el cuello, y el mantenimiento de una postura adecuada. Los músculos suboccipitales son esenciales para diversas actividades diarias y son objeto de estudio e interés en campos como la anatomía, la medicina, la fisioterapia y la quiropráctica.

### Anatomía
Los músculos suboccipitales consisten en cuatro pares de músculos situados en la región suboccipital, justo debajo del hueso occipital del cráneo y encima de las dos primeras vértebras de la columna cervical. Los músculos suboccipitales clave son:
1. Recto Mayor de la Cabeza:Este músculo se origina en la espina de la segunda vértebra cervical (C2) e se inserta en el hueso occipital. Su función principal es ayudar en la extensión y rotación de la cabeza.
2. Recto Menor de la Cabeza: Se origina en el arco posterior de la primera vértebra cervical (C1) e se inserta en el hueso occipital. Está involucrado en la extensión de la cabeza y la flexión lateral.
3. Oblicuo Inferior de la Cabeza: Este músculo se origina en la espina de la segunda vértebra cervical (C2) y se une al proceso transversal de la primera vértebra cervical (C1). Su función incluye la rotación de la cabeza y la flexión lateral.
4. Oblicuo Superior de la Cabeza: Se origina en el proceso transversal de la primera vértebra cervical (C1) y se inserta en el hueso occipital. Contribuye a la rotación de la cabeza y la flexión lateral.
Función:
Los músculos suboccipitales tienen varias funciones vitales:
1. Estabilización de la Cabeza: Estos músculos desempeñan un papel crítico en mantener la estabilidad de la cabeza en la columna cervical, asegurando que la cabeza permanezca correctamente alineada.
2. Movimientos Precisos de la Cabeza: Los músculos suboccipitales permiten movimientos precisos y controlados de la cabeza, incluyendo inclinación, giro y movimiento de cabeza.
3. Control Postural: Ayudan a mantener una postura erguida y a prevenir la postura de cabeza adelantada, un problema común asociado con el uso prolongado de computadoras y teléfonos inteligentes.
4. Coordinación: Estos músculos trabajan en coordinación con otros músculos del cuello y la parte superior de la espalda para facilitar varios movimientos de cabeza y cuello necesarios para las actividades diarias.

### Interacción con otras estructuras anatómicas
Los músculos suboccipitales tienen interacciones fisiológicas con varias estructuras como la arteria vertebral, la fascia cervical profunda, el puente miodural, el nervio de C1, la duramadre, la membrana posterior atlantoocipital y estructuras menigovertebrales,entre otras.

### Importancia Clínica
Los músculos suboccipitales son susceptiblesvarias anomalías como tensión excesiva, la distensión y la disfunción, lo que puede dar lugar a una variedad de síntomas y condiciones, incluyendo:
1. Dolores de cabeza: La tensión de los músculos suboccipitales puede contribuir a dolores de cabeza tipo tensional y cefaleas cervicogénicas.
2. Dolor de Cuello: La disfunción en estos músculos puede provocar dolor localizado en el cuello y malestar cervical.
3. Protustión de la cabeza y vértigo cervicogénico: la atrofia y anomalías en los músculos suboccipitales puede producir vértigo y déficits posturales
4.Reducción de la Amplitud de Movimiento: Los músculos suboccipitales inhibidos pueden limitar la movilidad de la cabeza y el cuello, causando rigidez y molestias.
5. Problemas Posturales: Músculos suboccipitales débiles o desequilibrados pueden contribuir a una mala postura, lo que lleva a problemas musculoesqueléticos con el tiempo.

### El rol del recto posterior menor de la cabeza
La investigación sobre el músculo recto capitis posterior menor (RCPM) revela su gran importancia en la región suboccipital. La evidencia anatómica sugiere que el RCPM influye directamente en la biomecánica de la duramadre debido a sus fibras de origen en la membrana posterior atlantoocipital. El RCMPM tiene una alta concentración de husos musculares por lo que su rol fisiológico parece más ligado al de un monitor propioceptivo, relacionado con el equilibrio y el control del dolor. La inflamación de este músculo provoca actividad refleja en los músculos cervicales y de la mandíbula cercanos, estableciendo interacciones patofisiológicas y/o fisiológicas entre la articulación temporomandibular y los músculos suboccipitales. Además, se ha demostrado que lesiones como el latigazo cervical provocan la atrofia de este músculo, la cual se relaciona fuertemente con el dolor crónico de cuello y una disminución en el equilibrio en posición de pie. La integridad del RCPM puede evaluarse directamente mediante imágenes de resonancia magnética (MRI). Utilizando técnicas de palpación, se ha constatado que las personas con RCPMs atrofiados presentan el doble de disfunciones somáticas cervicales que aquellos sujetos de control. Además, se ha observado que las manipulaciones de la columna cervical tienen un impacto beneficioso en el mejoramiento del equilibrio y la reducción del vértigo. También se discuten la eficacia del entrenamiento para el equilibrio y diversas técnicas de tratamiento de tejido blando.

### Tratamiento y Manejo
El manejo de los problemas de los músculos suboccipitales generalmente implica:
1. Fisioterapia: Ejercicios y estiramientos específicos para fortalecer y relajar estos músculos.
2. Terapia de inhibición y liberación miofascial suboccipital: estas técnicas pueden ayudar a liberar la tensión en la región suboccipital.
3. Técnicas de manipulación vertebral: dichas técnicas pueden ser beneficiosas para abordar la disfunción de los músculos suboccipitales y mejorar la movilidad del cuello.
4. Corrección de la Postura: Enfatizar una postura adecuada durante las actividades diarias puede reducir la tensión en estos músculos.
Los músculos suboccipitales desempeñan un papel crucial en la función de la cabeza y el cuello, la postura y el bienestar general. Comprender su anatomía y función es esencial para los profesionales de la salud y las personas que buscan mantener un sistema musculoesquelético saludable y aliviar problemas comunes relacionados con la región suboccipital. El cuidado adecuado y la atención a estos músculos pueden contribuir a una mayor comodidad y calidad de vida.

## Imágenes adicionales

Posición de los músculos suboccipitales. Animación
Acercamiento. Vista desde abajo
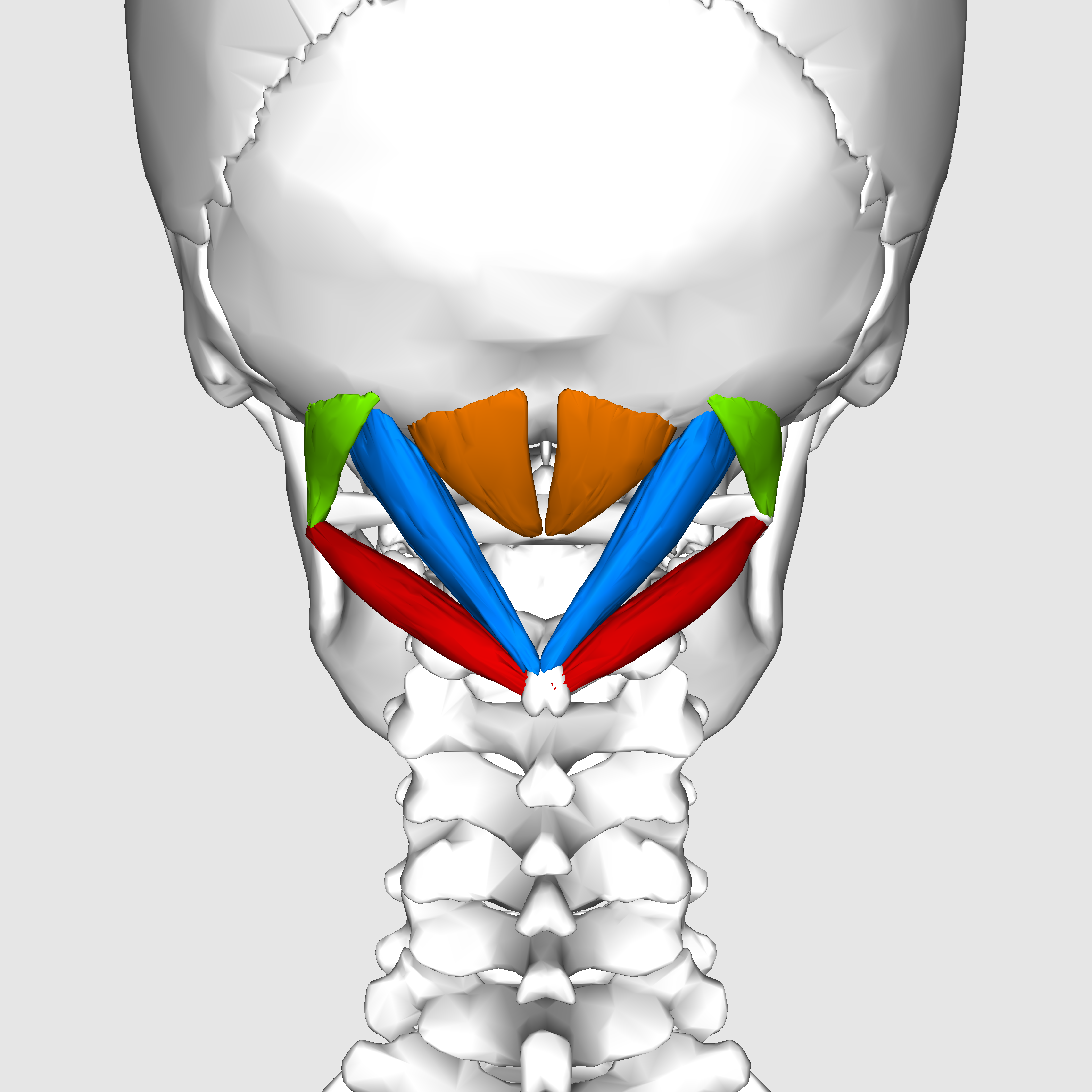
Imagen estática posterior de los 4 músculos suboccipitales.